# Altiphrynoides
Genre
Synonymes
- Spinophrynoides Dubois, 1987 "1986"

Altiphrynoides est un genre d'amphibiens de la famille des Bufonidae.

## Répartition
Les deux espèces de ce genre sont endémiques d'Éthiopie.

## Liste des espèces
Selon Amphibian Species of the World (16 avril 2013) :
- Altiphrynoides malcolmi (Grandison, 1978)
- Altiphrynoides osgoodi (Loveridge, 1932)

## Étymologie
Le nom de ce genre est formé à partir du latin altus, haut, élevé, du mot grec phrynos, le crapaud et du suffixe grec -oide, « qui a la forme de ».

## Publication originale
- Dubois, 1987 "1986" : Miscellanea taxinomica batrachologica (I). Alytes, vol. 5, no 1, p. 7-95 (texte intégral).